# Pierre Hédouin
Pierre Hédouin (Boulogne-sur-Mer, (Pas de Calais), 28 de juliol de 1789 - París, 20 de desembre de 1868), fou advocat, escriptor i compositor musical.
Després d'obtenir el títol d'advocat, estudià música amb Caroline Montigny-Rémaury i A.Grétry, i el 1827 estrenà una òpera titulada La fausse prevention, que va compondre amb col·laboració amb L. A. Piccinni. A més, va compondre dues col·leccions de romances. Entre 1842/50, fou cap de l'Oficina del Ministeri d'Obres Públiques a París
De les seves obres literàries cal citar: Marie de Boulogne (1824); Mosaique (Valenciennes, 1846) i Glück; la révolution qu'il à opérée sur notre première scène lyrique (1859).